# Rio Cura
O rio Cura (em turco: Kura; em georgiano: მტკვარი; romaniz.: Mtkvari; em armênio: Կուր; romaniz.: Kur) é um rio que percorre as montanhas do Cáucaso. Nasce na parte oriental da Turquia e flui em direção à Geórgia até chegar ao Azerbaijão percorrendo 1364 km até desaguar no Mar Cáspio.